# Laval (Mayenne)
Laval [laˈval] ⓘ ist eine französische Stadt mit 49.474 Einwohnern (Stand 1. Januar 2022) im Département Mayenne in der Region Pays de la Loire. Sie ist Sitz der Präfektur des Départements. Die Bewohner werden Lavallois und Lavalloises genannt.
Die Gemeinde erhielt 2022 die Auszeichnung „Drei Blumen“, die vom Conseil national des villes et villages fleuris (CNVVF) im Rahmen des jährlichen Wettbewerbs der blumengeschmückten Städte und Dörfer verliehen wird.

## Geographie
Laval liegt im Nordwesten Frankreichs etwa auf halbem Weg von Le Mans nach Rennes. Der Name der Stadt ist von ihrer geographischen Lage im Tal des Flusses Mayenne abgeleitet: La vallée de la Mayenne. Die ehemals befestigte Altstadt am rechten Flussufer liegt am Abhang eines Hügels; sie wird von zahlreichen Gebäuden aus dem 16. bis 18. Jahrhundert geprägt.
Die sieben Nachbargemeinden sind (von Norden im Uhrzeigersinn): Changé, Bonchamp-lès-Laval, Entrammes, L’Huisserie, Montigné-le-Brillant und Saint-Berthevin.

## Stadtgeschichte
Im 11. Jahrhundert wurde die ursprüngliche Burg durch ein Bauwerk aus Stein ersetzt, in dessen Schutz sich nach und nach Siedler niederließen. Am Ende des 13. Jahrhunderts war es bereits eine imposante Festung, die dazu diente, die Durchfahrt auf der Mayenne zu überwachen und Feinden den Weg in die Bretagne zu versperren. Der 36 m hohe, romanische Wehrturm wurde errichtet und die Stadt von der alten Brücke – die Pont Vieux stammt aus dem 13. Jahrhundert – um die Ansiedlung herum bis zur Porte Beucheresse befestigt. Zahlreiche Überreste der Stadtmauer wurden inzwischen restauriert und das angrenzende Areal als Park angelegt.
Angeblich von Karl dem Kahlen erbaut, war Laval im Mittelalter ein bedeutender Marktort und wurde 1429 Hauptstadt einer eigenen Grafschaft und Pairie, 1790 des Departements Mayenne. Nach und nach wurde auch das linke Flussufer besiedelt. Die Gemahlin von Guy IX., Béatrix de Gâvre, Prinzessin von Flandern, förderte sehr erfolgreich die Textilindustrie. Die Seigneurs de Laval, zu ihnen gehörten Montmorencys und Montforts, spielten in der französischen Geschichte eine bedeutende Rolle. Sie heirateten reich und begleiteten die Könige von Frankreich auf den Kreuzzügen. Im Hundertjährigen Krieg kämpften sie gegen die Engländer und Guy XIV. war ein treuer Gefolgsmann von Jeanne d’Arc.
Im 15. Jahrhundert vergrößerte sich die Siedlung außerhalb der Stadtmauern. Der Reichtum der Stadt basiert auf dem Leinen- und Hanfanbau sowie der Herstellung und dem Handel von Webereiartikeln. Färbereien und Wäschereien (bateaux lavoirs) wurden errichtet. Auch sehr schöne Anwesen wurden erbaut, von denen einige noch heute erhalten sind. 1521 kam Laval durch Heirat an François II de La Trémoille.
Während der Französischen Revolution folgte Laval wie die meisten Städte den neuen Ideen, schloss sich aber 1794 der Gegenrevolution an und wurde von der Armee der Vendée eingenommen. Schon am 25. und 27. Oktober 1792 hatten die Vendéer bei Laval über die Republikaner unter Westermann gesiegt. 
1812 wurde der Flusslauf der Mayenne begradigt, die Kais wurden errichtet, und für den Bau einer Landstraße von Paris in die Bretagne musste das Stadtzentrum verlegt werden. Das Bild der Stadt wandelte sich. 1855 bis 1856 wurde die Hochbrücke für die Eisenbahnstrecke Paris-Brest erbaut. Die letzte Schlacht im französisch-preußischen Krieg 1871 fand vor den Toren der Stadt in Saint-Melaine statt.
Die Wirtschaft Lavals basiert auch in heutiger Zeit noch auf der Textilindustrie. Hinzugekommen sind Milchverarbeitung, Metall- und Lederindustrie sowie Gerätebau.
Seit 1856 besteht das Karmelitinnenkloster Laval.

### Bevölkerungsentwicklung
| Jahr      | 1962   | 1968   | 1975   | 1982   | 1990   | 1999   | 2008   | 2019   | 2021   |
| Einwohner | 39.283 | 45.674 | 51.544 | 50.360 | 50.473 | 50.947 | 50.931 | 49.733 | 49.657 |

## Sehenswürdigkeiten
Kirchenbauten

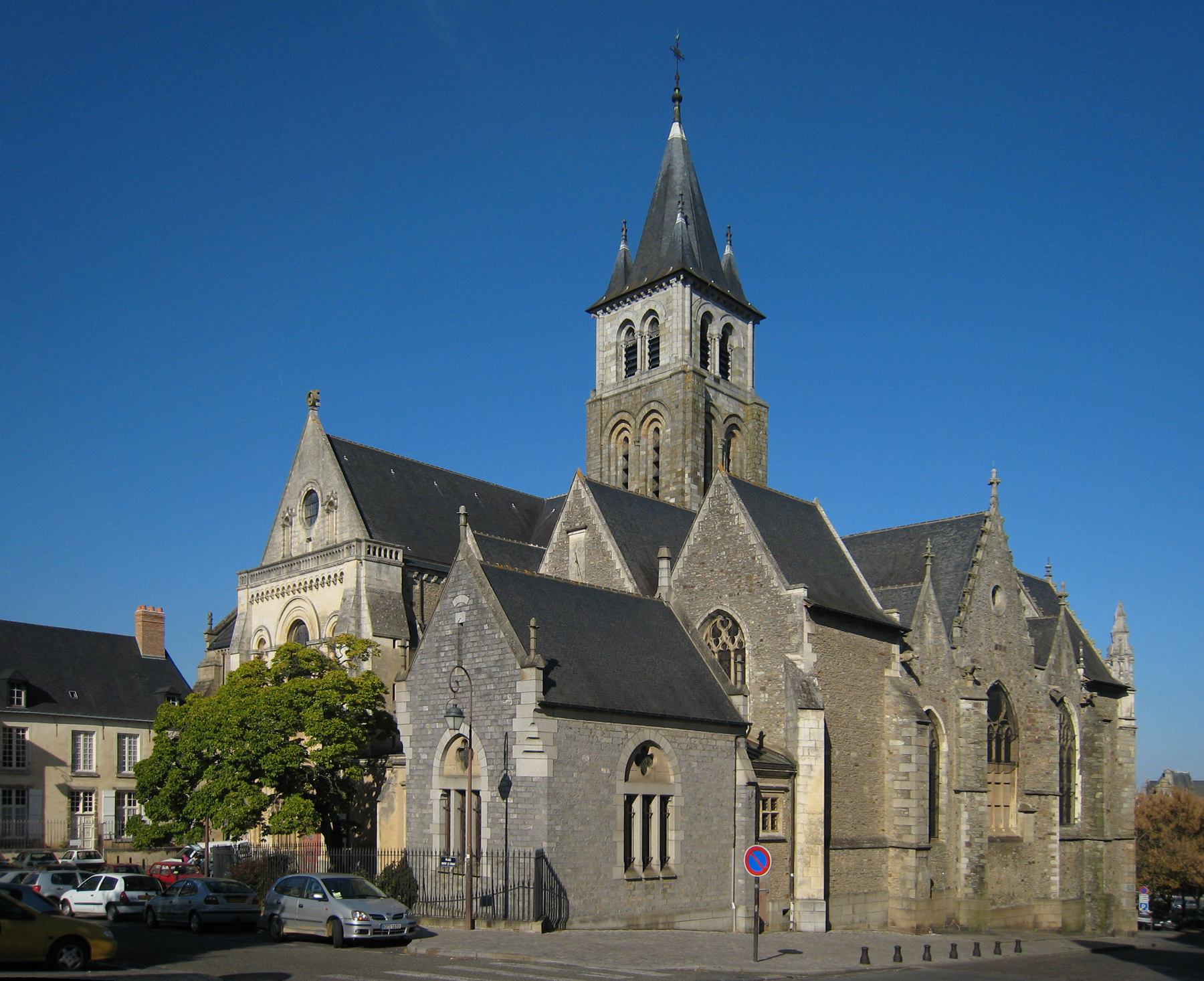
Kathedrale Sainte Trinité

1855 errichtete Rom hier das Bistum Laval und gab diesem den lateinischen Namen Valleguidonensis, das Tal der Guy, in Erinnerung an die Ahnherren des Schlosses von Laval, die Seigneurs de Laval, Guy I. bis XX. Die auf das 11. Jahrhundert und die zweite Hälfte des 12. Jahrhunderts zurückgehende Pfarrkirche von Laval wurde zur Kathedrale erhoben. Die baulichen Veränderungen des Gotteshauses reichen bis ins 19. Jahrhundert und werden heute in den unterschiedlichen Baustilen und -materialien sichtbar.
Neben der Kathedrale mit einem flämischen Flügelaltar zählen die Kirchen Notre-Dame-d’Avénières aus dem 12. Jahrhundert und Notre-Dame-des-Cordeliers aus dem 14. bis 17. Jahrhundert zu den Sehenswürdigkeiten.
Burg Laval
Dominiert wird das Stadtbild von der Burg Laval aus dem 12. Jahrhundert und ihrem runden Bergfried. Sie war einst Residenz der Herzöge von Laval, im 19. Jahrhundert dann Gefängnis, und beherbergt seit 1966 ein Museum für naive Malerei.

## Lehre und Forschung
- École supérieure d’informatique, électronique, automatique

## Partnerstädte
Laval pflegt durch Städtepartnerschaften und andere Formen der Zusammenarbeit Beziehungen zu folgenden neun Städten und Bezirken:
| Stadt             | Land                   | seit | Typ                 |
| ----------------- | ---------------------- | ---- | ------------------- |
| Boston            | Vereinigtes Königreich | 1958 | Städtepartnerschaft |
| Bezirk Chalkidiki | Griechenland           | 2009 | Kulturaustausch     |
| Gandia            | Spanien                | 1978 | Städtepartnerschaft |
| Garango           | Burkina Faso           | 1974 | Städtepartnerschaft |
| Laval             | Kanada                 | 1984 | Städtepartnerschaft |
| Lowetsch          | Bulgarien              | 2010 | Zusammenarbeit      |
| Mettmann          | Deutschland            | 1974 | Städtepartnerschaft |
| Modesto           | Vereinigte Staaten     | 2011 | Städtepartnerschaft |
| Suceava           | Rumänien               | 2010 | Zusammenarbeit      |

## Persönlichkeiten

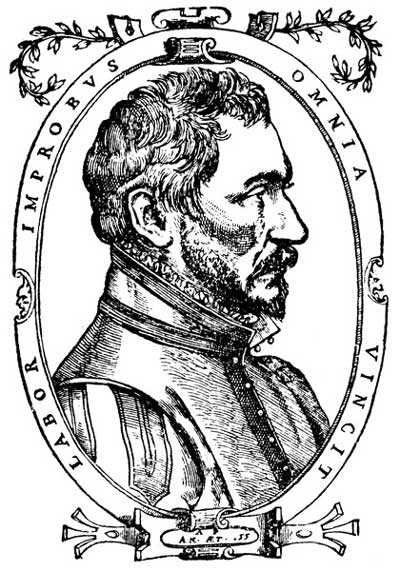
Ambroise Paré 1565

- Daniel Hay du Chastelet (1596–1671), Mitglied der Académie française
- René-Louis Ambroise (1720–1794), seliggesprochener Geistlicher und Märtyrer
- Pierre-Emerick Aubameyang (* 1989), Fußballspieler
- André Bellessort (1866–1942), Mitglied der Académie Francaise
- Gabriel Bordier (* 1997), Leichtathlet
- Grégory Bourillon (* 1984), Fußballspieler
- Francis Coquelin (* 1991), Fußballspieler
- Claude Corbineau (1772–1807), General der Kavallerie
- Philippe Dalibard (* 1958), Radrennfahrer
- Odile Decq (* 1955), Architektin und Stadtplanerin
- Francis Duschesne (1736–1794), Priester, einer der vierzehn Märtyrer von Laval
- Auguste Fauchard (1881–1957), Orgelkomponist/-organist
- Alain Gerbault (1893–1941), der erste Einhandsegler
- Alfred Jarry (1873–1907), Schriftsteller und Schöpfer der Romanfigur Ubu Roi
- François Jouffroy (1806–1882), Bildhauer, Bildschnitzer und Restaurator; gestorben in Laval
- Charles Landelle (1821–1908), Maler
- Gonzaque Lécureul (1887–1984), Autorennfahrer
- Manuela Montebrun (* 1979), Leichtathletin
- Louis Noguères (1881–1956), Politiker und Widerstandskämpfer
- Daniel Oelhert (1849–1920), Geologe
- Ambroise Paré (1510–1590), Begründer der modernen Chirurgie
- Joseph Pellé (1720–1794), seliggesprochener Geistlicher und Märtyrer
- Kévin Perrot (* 1989), Fußballspieler
- François Pyrard (1578–1621), Entdecker
- Thérèse Rondeau (1793–1866), römisch-katholische Ordensgründerin
- Henri Rousseau (1844–1910), Maler der Naiven Malerei
- Jimy Soudril (* 1998), Sprinter
- Dembo Sylla (* 2002), guineisch-französischer Fußballspieler
- Sounkamba Sylla (* 1998), Sprinterin
- Robert Tatin (1902–1983), Keramiker, Maler und Bildhauer
- Ludovic Turpin (* 1975), Radrennfahrer
- Jean-Baptiste Triquerie (1737–1794), Priester, einer der vierzehn Märtyrer von Laval